# Bataille de Zwinin
Première Guerre mondiale
Batailles
Front d'Europe de l’Est
- Stallupönen (08-1914)
- Gumbinnen (08-1914)
- Tannenberg (08-1914)
- Île d'Odensholm (08-1914)
- Lemberg (08-1914)
- Krasnik (08-1914)
- Komarów (08-1914)
- Lacs de Mazurie (I) (09-1914)
- Przemyśl (09-1914)
- Vistule (09-1914)
- Łódź (11-1914)
- Limanowa (12-1914)
- Bolimov (01-1915)
- Zwinin (02-1915)
- Lacs de Mazurie (II) (02-1915)
- Przasnysz (02-03-1915)
- Schaulen (04-07-1915)
- Gorlice-Tarnów (05-1915)
- Boug (06-08-1915)
- Narew (07-08-1915)
- Novogeorgievsk (08-1915)
- Varsovie (08-1915)
- Sventiany (09-1915)
- Lac Narotch (03-1916)
- Offensive Broussilov (06-1916)
- Offensive de Baranavitchy (07-1916)
- Turtucaia (09-1916)
- Offensive Flămânda (09-1916)
- Argeș (12-1916)
- Offensive Kerenski (07-1917)
- Bataille de Riga (09-1917)
- Opération Albion (09-10-1917)
- Mărășești (08-1917)
- Traité de Brest-Litovsk (03-1918)
- Traité de Brest-Litovsk (03-1918)
- Bakhmatch (03-1918)

Front d'Europe de l’Ouest
Front italien
Front des Balkans
Front du Moyen-Orient
Front africain
Bataille de l'Atlantique
La bataille de Zwinin est une bataille de la première Guerre mondiale sur le Front de l’Est, entre l’Empire russe et les Empires centraux. Elle prolonge la bataille des Carpates qui présente la particularité d’être une guerre de tranchées en haute montagne.

## Historique

### Prélude

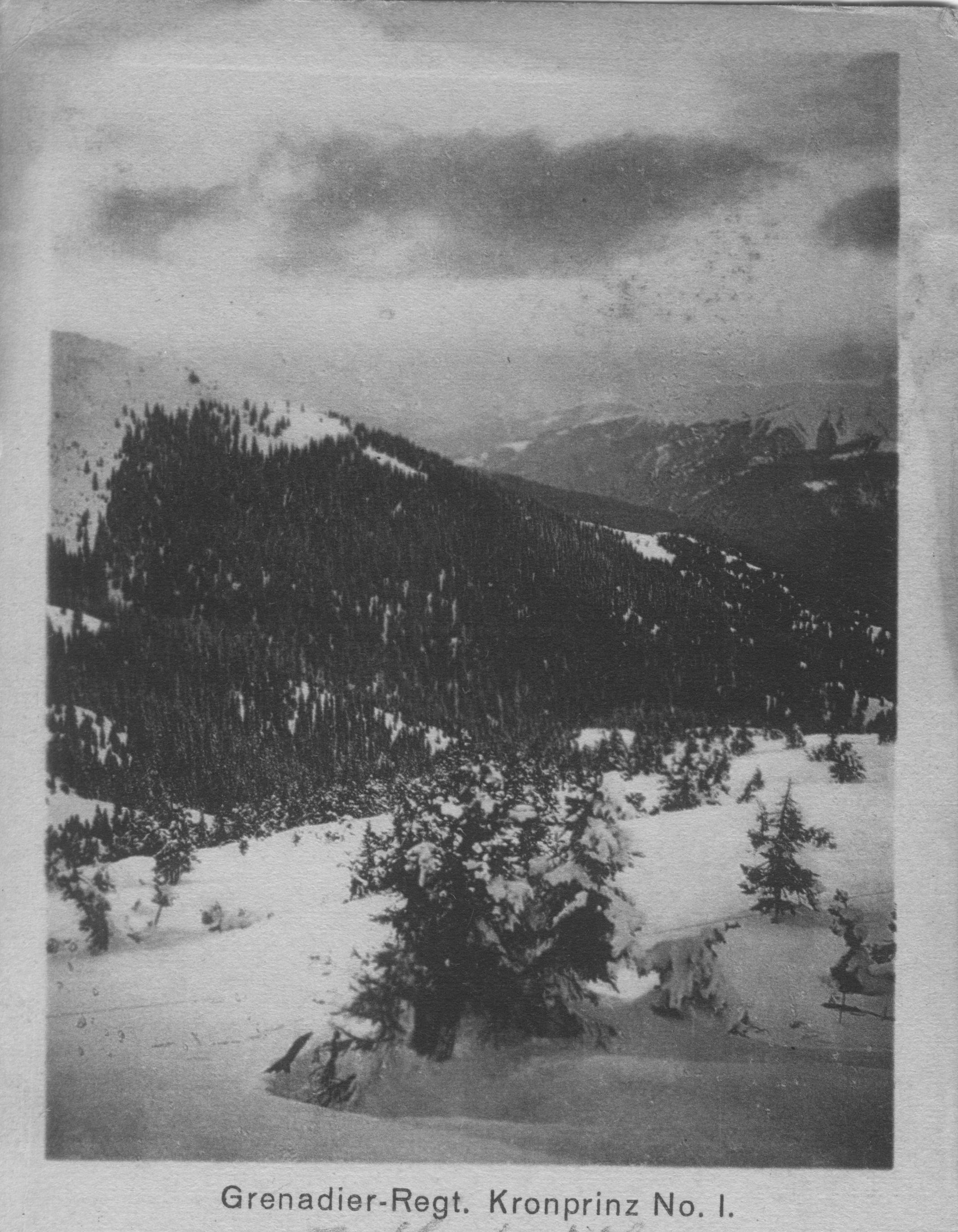
Le mont Zwinin photographié par l'armée allemande en 1915

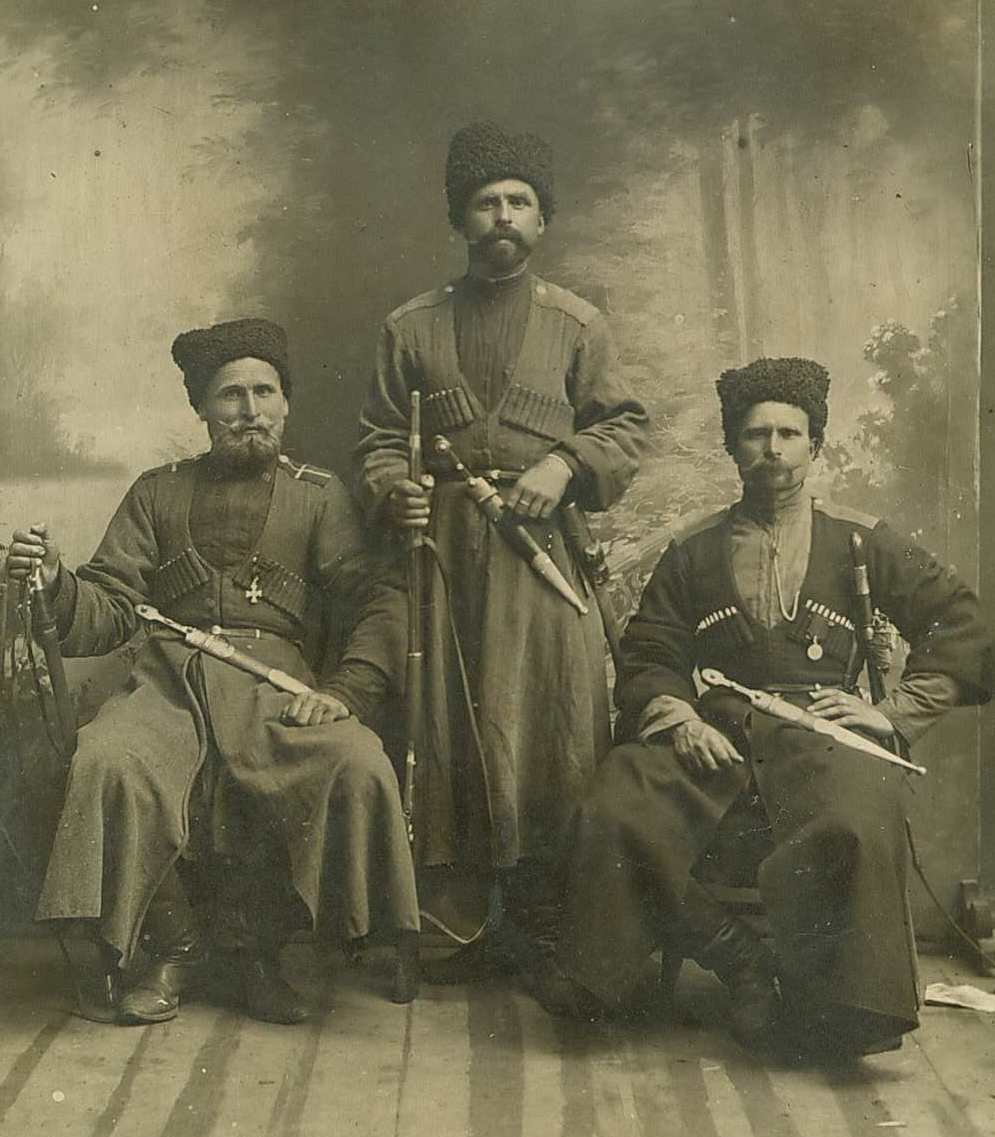
Cosaques du Kouban en 1915

Après avoir remporté la bataille de Lemberg, l’armée russe était en mesure d’avancer de plus de 150 km dans les Carpates et de menacer l’Autriche-Hongrie. La forteresse de Przemyśl a été encerclée et assiégée durant plus de 100 jours. De grandes parties de la Galicie et de la Bucovine, avec ses champs de pétrole à Drohobycz, sont tombés aux mains des Russes. L’empire allemand, ayant perdu la bataille de la Vistule, ne pouvait pas soulager le front de l’Est du nord au sud. Durant le deuxième siège de Przemyśl, plus de 100 000 soldats austro-hongrois étaient assiégés.
Dans cette situation critique, l’Empire allemand décide d’aider son allié austro-hongrois en envoyant deux divisions (1re division d'infanterie et 3e division de la Garde) en soutien. Les divisions allemandes et autrichiennes arrivent rapidement à Moukatchevo avec les chemins de fer hongrois. Le 20 janvier 1915, l’armée du Sud est créée et se trouve entre deux armées autrichiennes. À l’est l’armée de von Pflanzer avait pour objectif de reprendre la Galicie orientale et la Bucovine tandis qu’à l’ouest la 3e armée autrichienne devait venir en aide à la forteresse assiégée de Przemyśl. L’armée du Sud devait, en passant par le col de Verecke - aussi appelé le « Chemin de Magyars », emprunter la vallée de la Latorica entre Lviv et Moukatchevo pour prendre position dans la vallée du Stryï. Dans la montagne, l’armée du Sud se partage en trois corps : 
- Est : 48e division de réserve, 19e division d’infanterie.
- Centre : 1re division d'infanterie allemande, 55e division d’infanterie austro-hongroise (formée d'éléments de Landwehr et de gendarmerie) et 131e brigade de la milice impériale.
- Ouest : 3e division allemande l’ouest.

Dans la région de la Stryi, l’armée russe se compose de la 78e Division d’infanterie (309e, 311ee et 312e régiments d’infanterie) renforcée par le 260e Régiment d’Infanterie de la 65e Division d’infanterie. Le passage d’Uszok était gardé par la 65e Division d’infanterie (257e, 258e et 259e régiments d’infanterie) et la 2e Division de cosaques du Kouban, renforcés par 310e Régiment d’Infanterie de la 78e Division. Le général V.N. Nikitine dirigeait cette troupe, qui avait établi son quartier général à Sambor, près des lignes de chemin de fer menant de Przemyśl à Moukatchevo, sur la Stryj et la vallée de Laborcz. Sur la frontière entre la Hongrie et la Galicie, les troupes autrichiennes avaient lors de leur retraite, pour ralentir l’avance russe, détruits tous les ponts de chemin de fer et tunnels, ce qui compliquait maintenant l’avance de l’armée du Sud.
Le plan était de forcer le passage dans les 14 jours. À partir 25 janvier 1915 les cols furent capturés en succession rapide : du 25 au 28 janvier, engagement des troupes à Vezerszallas, du 29 au 30 janvier, combats au col de Verecke et du 31 janvier au 2 février combats au col de Lysa. Les troupes étaient alors au pied du Zwinin.

### Région
La crête de Zwinin couvre environ 10 km du sud-est au nord-ouest et est, à plus de 800 mètres d’altitude. Les trois points les plus élevés sont à 1 109 m, 1 091 m et 992 m. Plus à l’est, à proximité de la chaîne de montagnes d’Ostrog (936 m) et Ostry (1 026 m), se trouve une voie de transit à partir d'Oryava Koz’ova et à Skole. Le Zwinin se situe à environ 5 km en amont au sud, presque parallèle à la chaîne de montagnes de Dauzki, haute d’environ 1 000 m. Dans la vallée boisée de l’autre côté du Zwinin se trouvent des scieries et des usines ainsi que des routes relativement larges et des connexions ferroviaires à Skole, facilitant ainsi l’approvisionnement des troupes russes. 
Début février, durant l’hiver dans les Carpates, les collines étaient couvertes de neige, jusqu’à trois mètres de haut. Le thermomètre tombait la nuit en dessous de −20 °C.

### Déroulement

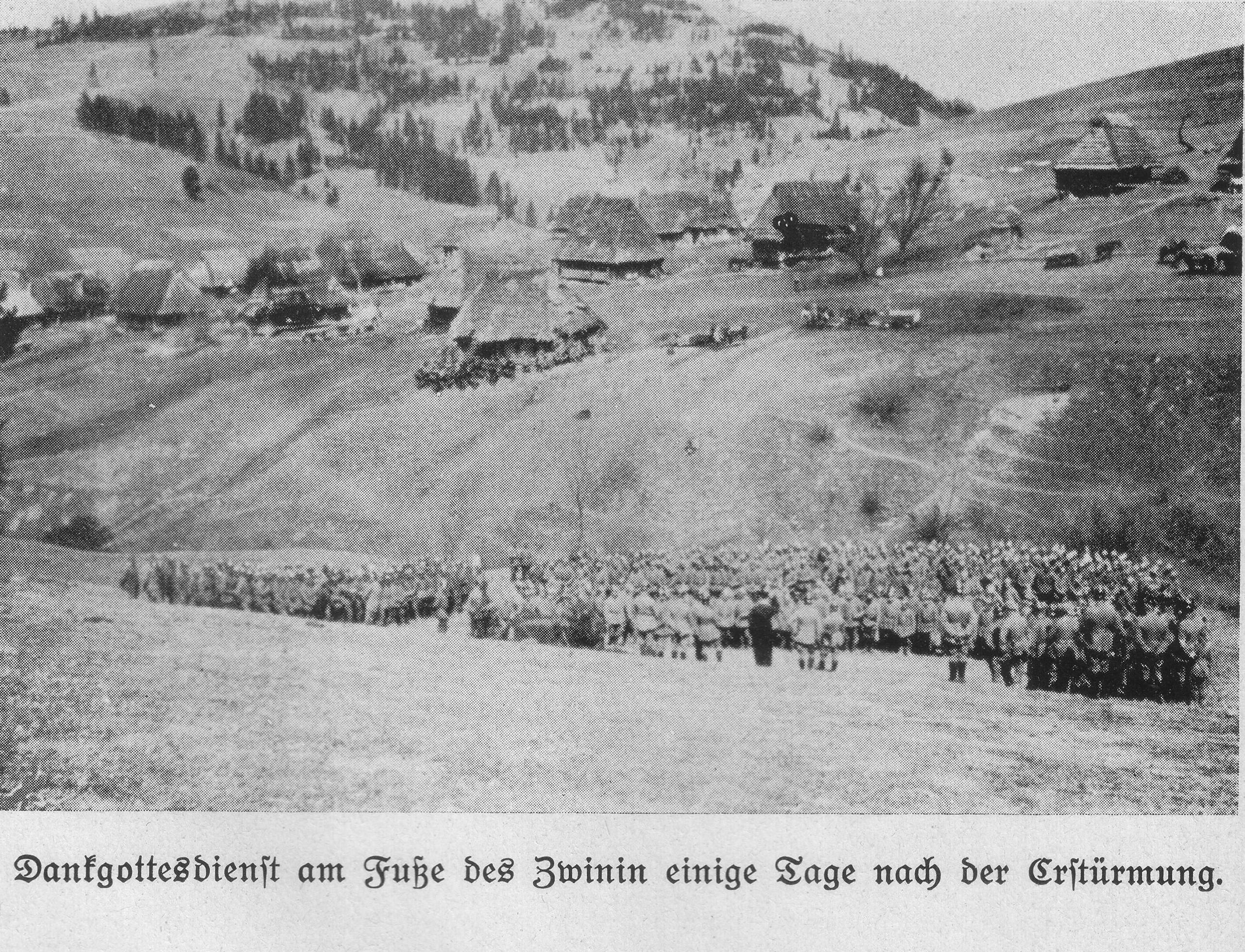
Rassemblement de troupes allemandes en avril 1915 sur le mont Zwinin.

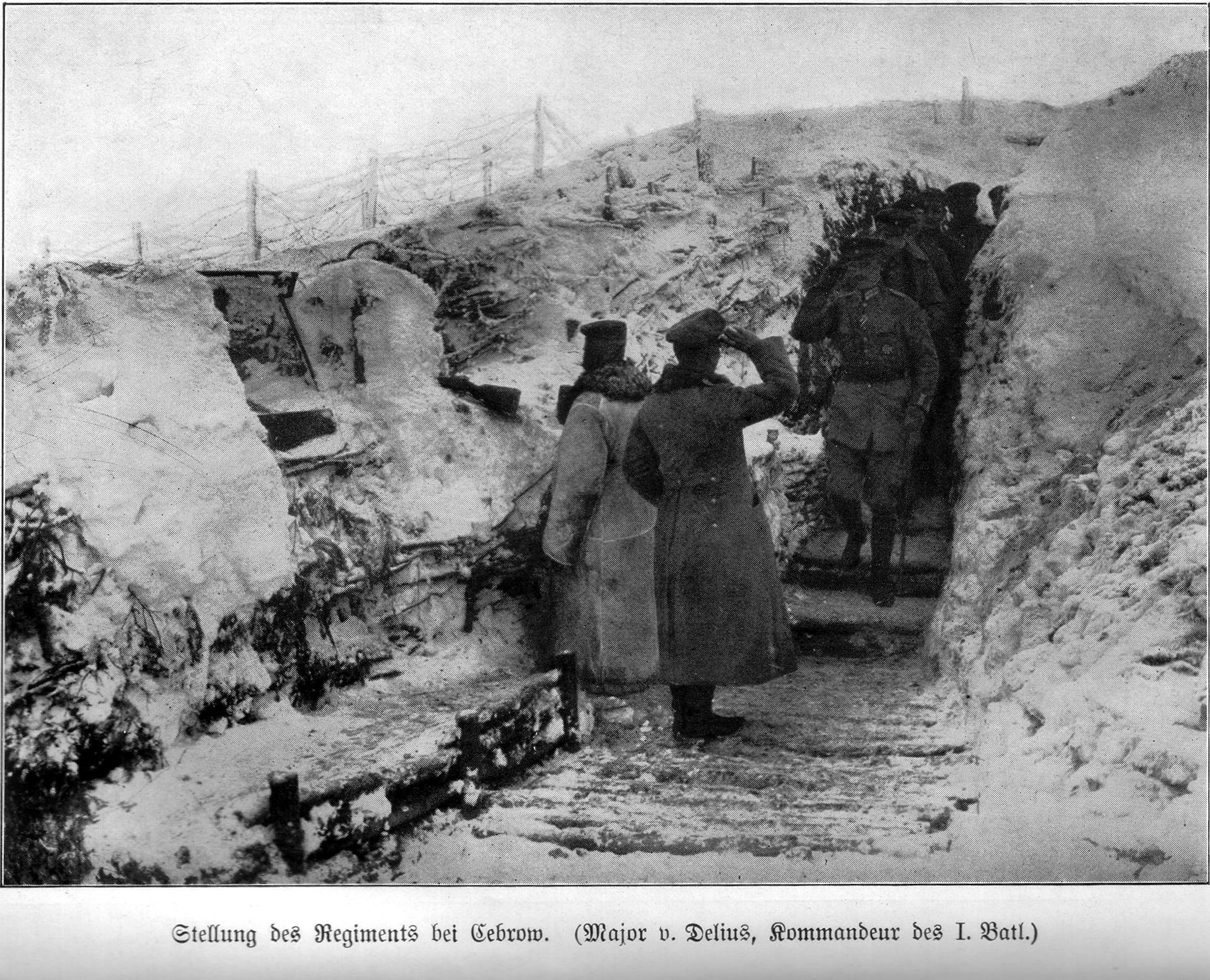
Tranchées allemandes en février 1915 sur le mont Zwinin.

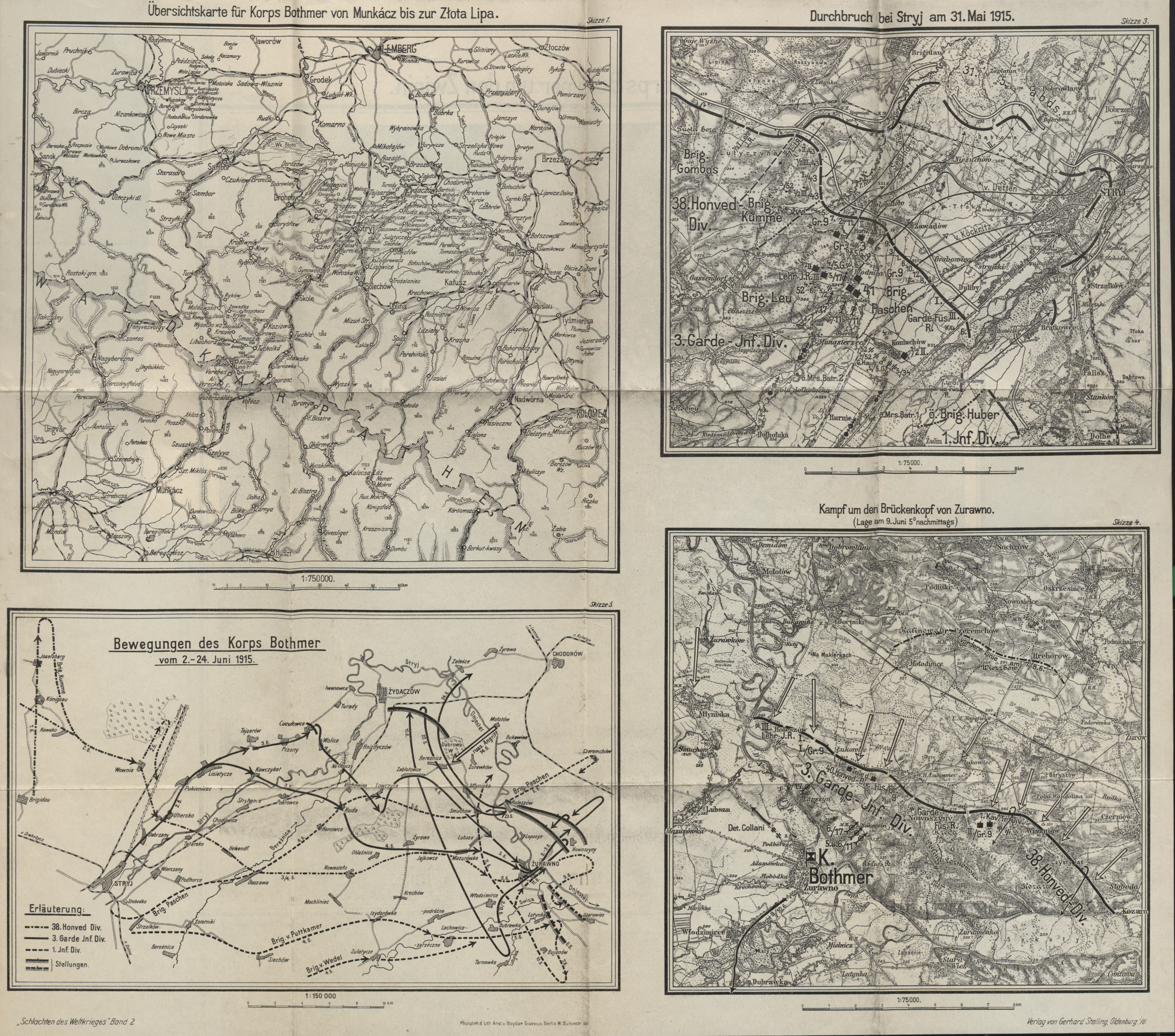
Cartes allemandes de 1915 du secteur du mont Zwinin.

Dans la matinée du 4 février 1915, le 41e régiment d'infanterie (de) atteint le village d’Oryava et entame immédiatement l’ascension des flancs du Zwinin. À mi-chemin le feu nourri de l’infanterie russe le contraint à s’enfouir dans la neige. La même situation se reproduit de l’autre côté du col où le 1er régiment de grenadiers doit creuser des tranchées sur les pentes de l’Ostrog. Le commandant de la Ire division d'infanterie, le général Richard von Conta, monte sur les hauteurs en amont pour avoir une idée de la situation. Les retranchements russes sont visibles sur la crête des Zwinin. Plusieurs tranchées successives avec du fil de fer barbelé avait déjà été construites. Dans l’espoir qu’elles ne seraient pas encore terminées, il décide une attaque surprise. Les positions russes sur le côté sud-ouest, qui s’élève environ 300 mètres au-dessus de la vallée Orava, sont retranchées. La Ire division d'infanterie lança une attaque surprise, sur le massif de Zwinin. Mais les postes russes, plus élevés, avaient une meilleure position. En raison de la neige profonde, les grenadiers et les fusiliers ne peuvent pas s’élancer avec rapidité et deviennent une cible facile pour les canons ennemis. Les soldats sont retardés par la neige. En quelques jours, les Allemands tentent trois attaques majeures - le 7, le 9 et le 11 février 1915 - qui sont toutes repoussées par les troupes russes. À la fin de la semaine, Conta conclut qu’il n'est pas en mesure de prendre Zwinin sans artillerie lourde. Beaucoup de soldats souffrent d'engelures.
Les troupes allemandes commencent à leur tour à construire des tranchées et des abris. Les deux armées passent à l’attaque à tour de rôle, sans que la ligne de front ne bouge de façon significative sur la crête. Du côté allemand, l’artillerie est amenée : mortiers et obusiers, tractés par des chevaux, dont un obusier de 305 mm, sont positionnés dans la vallée. « Pour amener un seul canon à la hauteur de 887 mètres, en position de tir, 14 chevaux ont été nécessaires, tous les artilleurs disponibles de quatre batteries et deux compagnies du génie, les personnes et les animaux de travail étaient à moitié morts, et seulement après cinq heures d’efforts nous y sommes parvenus » selon une dépêche du lieutenant Peter Hofmann. Le 7, le 10 et le 20 mars, trois attaques appuyées par l’artillerie sont lancées  en toute urgence car la chute de Przemyśl semble imminente. Le 20 mars 1915, les Allemands atteignent le sommet de la crête et prennent possession du mont Zwinin. Dans le brouillard, l’artillerie ne peut plus intervenir et les trouppes s'affrontent principalement à la grenade. Il est alors évoqué de retirer l’infanterie du sommet pour, une fois de plus, recourir à une préparation d’artillerie intensive, proposition rejetée de façon catégorique par l’infanterie : le brouillard rend les projets de pilonnages irréalisables, ce qui règle temporairement la question. 

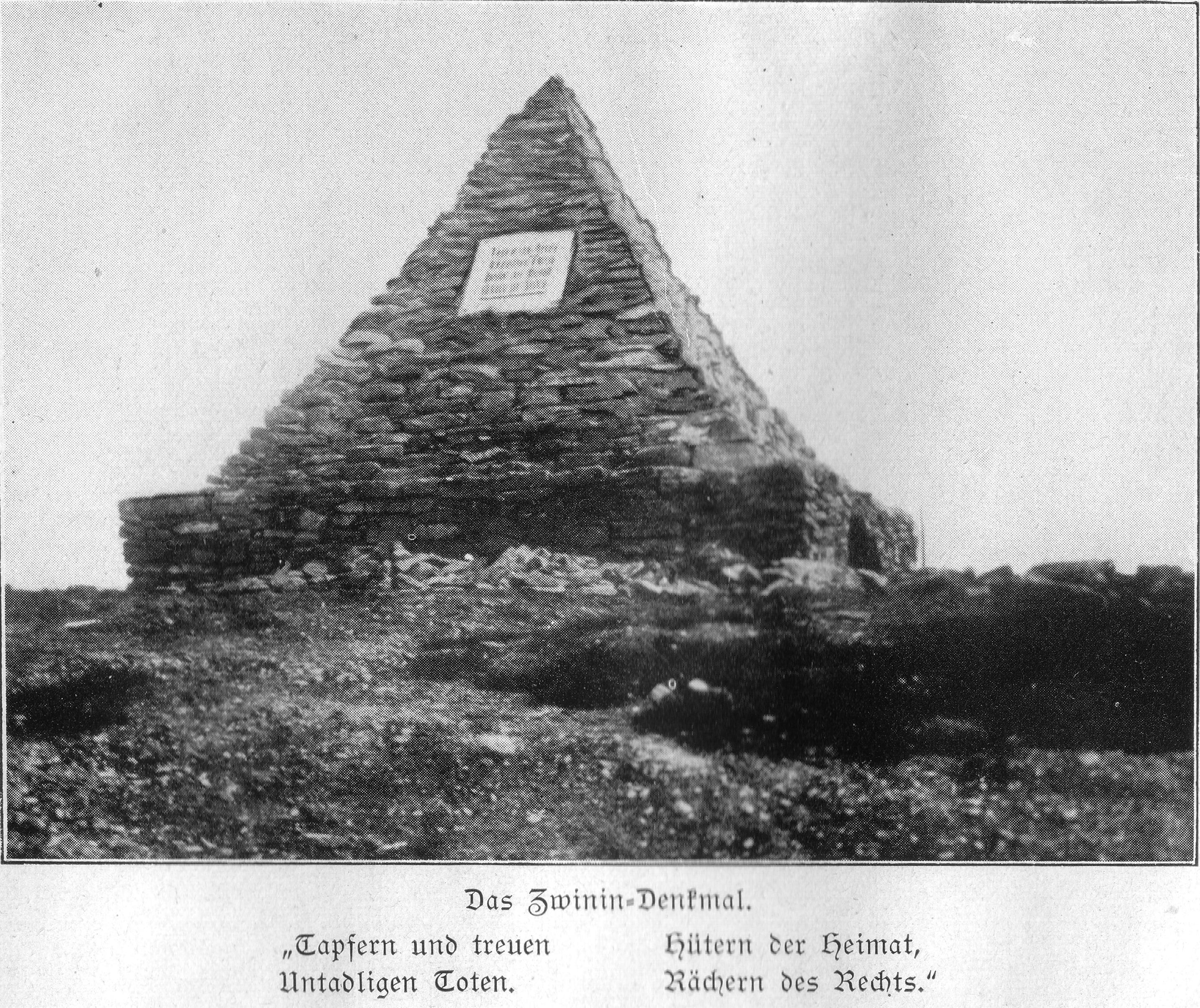
Monument aux morts sur le mont Zwinin.

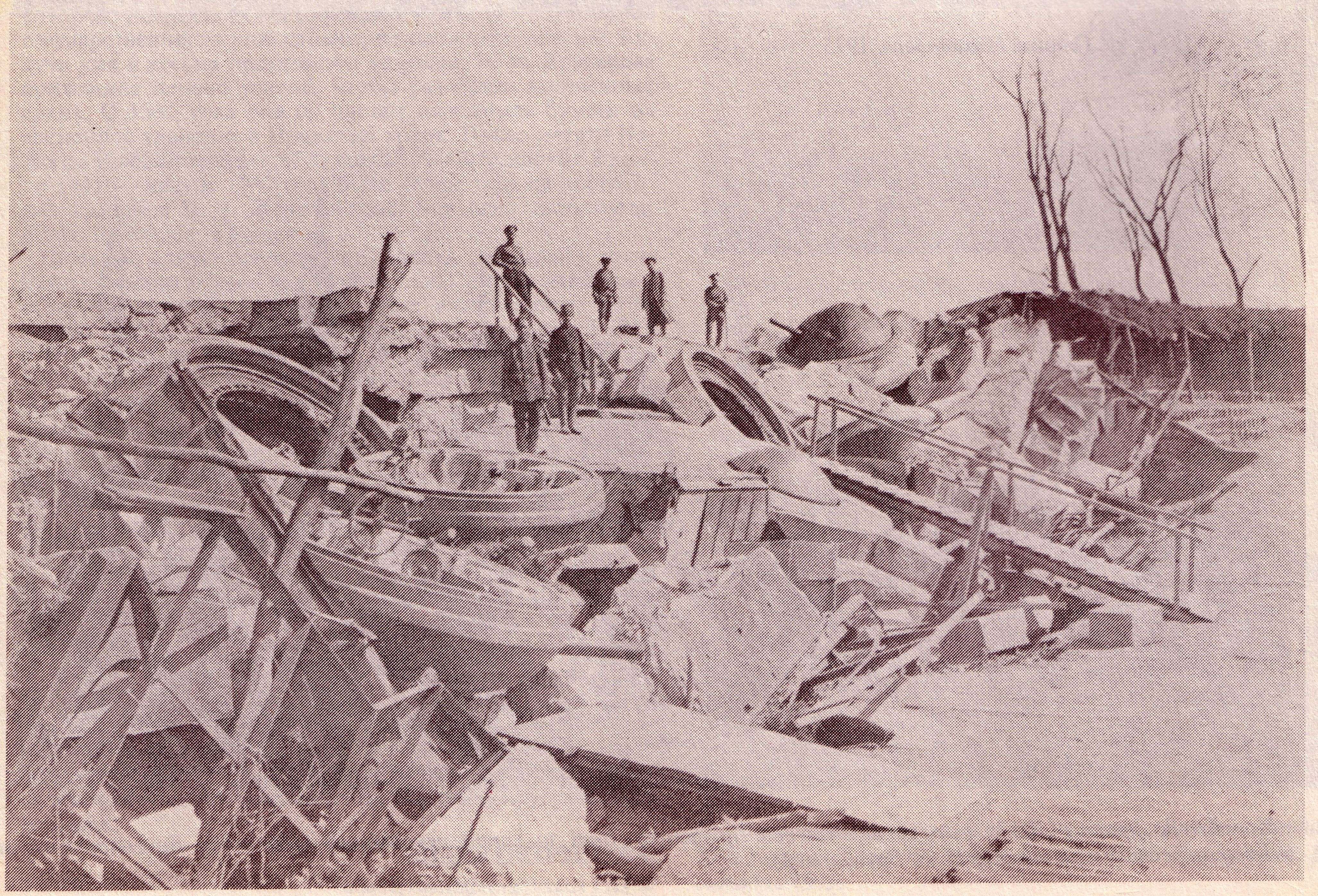
La forteresse de Przemyśl occupée par les Russes, mai 1915

À la mi-mars les températures varient de −8 °C la nuit à +8 °C de jour, entraînant la fonte de la neige, des torrents de boue visqueuse recouvrant toutes les routes et sentiers. « Les routes déjà mauvaises en elles-mêmes sont, par leur utilisation intensive, dans un état si déplorable que les chevaux - 6 à 8 par équipage - s’enfoncent jusqu’au ventre dans la boue. Des forêts entières disparaissent pour être transformées en chemin de rondins ». Les troupes manquent de munitions et d’aliments comme les pommes de terre et le pain tandis que le brouillard et la neige empêchent une nouvelle attaque. L’armée russe, après la prise de Przemyśl, dispose d'une masse de manœuvre qu'elle peut utiliser sur d'autres points du front. Néanmoins le temps est mis à profit pour élaborer des plans sans se laisser déstabiliser par une attaque surprise des Russes : les sapeurs russes ont creusé des tunnels sous les premières lignes lors du 3e régiment de grenadiers et provoqué par explosion l’effondrement de celles-ci. L’attaque d’infanterie qui suit est repoussée. Bothmer forme à partir de la 1re division et la 3e division de la Garde, avec des parties de la 38e division de Honved, le corps Bothmer. Toutes les unités reçoivent une fonction et un objectif à réaliser afin d’effectuer une attaque commune bien coordonnée.
Le 22 mars 1915, la forteresse de Przemyśl se rend aux mains des Russes. La course contre le temps était perdue. Le 23 mars 1915, l’armée du Sud regroupe les deux divisions en un corps d’armée sous le commandement du général Felix Graf von Bothmer.
En avril, l’artillerie est réorganisée et attend le beau temps. Des conditions météorologiques favorables sont attendues pour le 9 avril. La Ire division d’infanterie et la 3e division d’infanterie de la Garde pensent attaquer par surprise mais, encore une fois, les troupes russes réagissent et profitent des conditions météorologiques pour une attaque surprise sur la 3e division de la Garde sur le Zwinin. L’armée russe progresse après trois vagues d’assaut.
Dans le même temps, précisément à 7 heures du matin, l’artillerie allemande ouvre un barrage de feu de tous calibres sur le mont Zwinin. La colline est enveloppée dans une fumée d'un noir profond et le tonnerre des canons est amplifié par l’écho de la vallée. À 8 heures l’artillerie se tait et la première vague d’infanterie attaque les tranchées russes. Les officiers russes considèrent l’attaque sur le Zwinin comme une manœuvre tactique. Le commandant russe, le colonel Moskouli, est convaincu de l’invincibilité de sa position, jusqu’à ce qu’il soit surpris par les troupes allemandes au cours du thé du matin. La première vague pénètre profondément dans les défenses adverses. À 11 heures, le mont Zwinin est conquis.

### Dénouement
L’armée russe se retire du Zwinin au cours de la nuit du 9 avril. À l’aube du 10 avril, les patrouilles allemandes remarquent le départ des forces russes. En conséquence, le 24 avril 1915, Ostrog et Ostry sont conquis. La conquête de Zwinin dans le cadre de l’offensive des Carpates prépare le terrain pour l’offensive de Gorlice-Tarnów. Felix von Bothmer est décoré de l’Ordre militaire de Maximilien-Joseph de Bavière et de l'ordre Pour le Mérite.